# جو رايس (لاعب كرة قدم)
جو رايس (بالإنجليزية: Joe Rice)‏ هو لاعب كرة قدم أمريكي في مركز حراسة المرمى، ولد في 6 مارس 1996 في فيرفاكس في الولايات المتحدة. لعب مع ريتشموند كيكرز.